# Jamming with Edward
Jamming With Edward är ett album av The Rolling Stones, inspelat 1969 och släppt 1972. Det är egentligen inget officiellt Stones-album då bara tre av de ordinarie medlemmarna vid tidpunkten deltog, Mick Jagger, Bill Wyman och Charlie Watts. Därtill medverkar även Nicky Hopkins och Ry Cooder. Det producerades av Glyn Johns.

## Låtlista
Samtliga låtar skrivna av Ry Cooder, Nicky Hopkins och Charlie Watts, om inte annat anges.
1. "The Boudoir Stomp" - 5:13
2. "It Hurts Me Too" (Okänd låtskrivare , men Tampa Red gjorde första kända versionen 1940 & Elmore James-1957) 5:12
3. "Edward's Thrump Up" - 8:11
4. "Blow With Ry" - 11:05
5. "Interlude a la Hopo (The Loveliest Night of the Year)" - 2:04
6. "Highland Fling" - 4:20

## Medverkande
- Ry Cooder - gitarr
- Mick Jagger - sång
- Charlie Watts - trummor
- Nicky Hopkins - keyboards, piano
- Bill Wyman - bas